# Drakensbergena fuscovittata
Drakensbergena fuscovittata är en insektsart som beskrevs av Rauno E. Linnavuori 1961. Drakensbergena fuscovittata ingår i släktet Drakensbergena och familjen dvärgstritar. Inga underarter finns listade i Catalogue of Life.